# Sybille Krafft
Sybille Krafft (* 1958 in München) ist eine deutsche Dokumentarfilmerin, Journalistin, Radio- und Buchautorin sowie Ausstellungskuratorin. Die promovierte Historikerin hatte Lehraufträge an den Universitäten von München und Innsbruck. Sie ist Initiatorin des Erinnerungsortes Badehaus und leitet seit 2018 dieses zeitgeschichtliche Museum, das eine Bürgerinitiative erkämpft und ehrenamtlich aufgebaut hat. Von 2001 bis 2024 war Sybille Krafft Vorsitzende des Historischen Vereins Wolfratshausen e. V., seit 2012 ist sie Vorsitzende des Vereins Bürger fürs Badehaus Waldram-Föhrenwald e. V., von 2015 bis 2024 stellvertretende Vorsitzende, und seit 2024 Vorsitzende von Kulturerbe Bayern e. V. Häufig referiert sie in Vorträgen und moderiert Veranstaltungen zu geschichtlichen Themen. Sie ist Jurymitglied beim Dachau-Preis für Zivilcourage, beim Argula-von-Grumbach-Preis der Evangelisch-Lutherischen Kirche in Bayern und beim Tassilo-Preis der Süddeutschen Zeitung. Sie ist Gründungsmitglied der Histonauten, einer Autorengruppe zur multimedialen Vermittlung von Geschichte sowie Gründungsmitglied im Denkmalnetz Bayern.

## Leben
Sybille Krafft lebt südlich von München im Ickinger Ortsteil Holzen. Sie ist verheiratet und hat zwei Kinder. 1989 promovierte sie an der Ludwig-Maximilians-Universität in Neuerer Geschichte mit einer Arbeit zum Thema „Zucht und Unzucht. Prostitution und Sittenpolizei im München der Jahrhundertwende“. Nach einem Praktikum bei der Münchner Abendzeitung und beim Bayerischen Rundfunk arbeitet Sybille Krafft beruflich hauptsächlich für die Redaktion „Unter unserem Himmel“ im Bayerischen Fernsehen und ist maßgeblich am Aufbau des Zeitzeugenarchivs im Bayerischen Rundfunk beteiligt. Für ARD-alpha und BR-alpha hat sie zahlreiche Zeitzeugeninterviews geführt. Im Ehrenamt hat sie viele Projekte zur Regionalgeschichte und zur jüdischen Spurensuche initiiert und geleitet.

## Wirken
Als Historikerin verarbeitet Sybille Krafft vor allem die gesellschaftlichen und wirtschaftlichen Veränderungen der letzten 150 Jahre. Ihre Schwerpunkte liegen dabei in der Alltags-, Sozial- und Frauengeschichte. Unter anderem dreht sie Filmdokumentationen über Land und Leute für die Reihe Unter unserem Himmel des Bayerischen Rundfunks. Sie dokumentiert in Filmen und Interviews das Schicksal von NS-Opfern, im Hörfunk verfasst sie dazu zahlreiche Porträts. Viele Jahre führte sie im Bildungskanal des Bayerischen Rundfunks und auf ARD-alpha für die Sendereihe alpha-Forum mehr als 50 Gespräche mit Personen der Zeitgeschichte.
Ehrenamtlich leitete sie in Wolfratshausen gemeinsam mit der evangelischen Pfarrerin Kirsten Jörgensen (†) die Arbeitsgruppe Jüdische Spurensuche. Dabei wurde unter anderem die „vergessene“ und verdrängte Geschichte einer jüdischen Mädchenschule erforscht. Auf der Grundlage von intensiven Recherchen in nationalen und internationale Archiven sowie Interviews mit Zeitzeuginnen in Israel, Kanada, England und Amerika entstand ein Buch und eine Wanderausstellung mit dem Titel „Wir lebten in einer Oase des Friedens…“, die seit 2007 mit großem Erfolg durch Deutschland zieht und bisher an rund 50 Orten zu sehen war. Im Jahr 2008 wurden die Initiatorinnen dafür mit dem Tassilo-Kulturpreis der Süddeutschen Zeitung ausgezeichnet. Eine weitere Wanderausstellung beschäftigt sich mit den Kindern aus dem Lager Föhrenwald im Wolfratshauser Stadtteil Waldram (ehemals Föhrenwald), in dem in den Jahren 1945 bis 1957 das größte Lager Deutschlands für jüdische Heimatlose (Displaced Persons) bestand.
Als Vorsitzende des Historischen Vereins Wolfratshausen e. V. engagierte sie sich besonders für den Erhalt bedrohter Denkmäler. Sie hatte die Idee zu einem Historienpfad in der Wolfratshauser Altstadt und hat Projekte zur Stadt-, Architektur-, Kindheits-, Handwerks-, Medizin- und Frauengeschichte konzipiert und geleitet. Seit 2012 engagierte sie sich für den Erhalt des sogenannten Badehauses am Kolpingplatz 1 in Wolfratshausen-Waldram, einer ehemaligen NS-Sanitäranlage und späteren jüdischen Ritualbades für Displaced Persons im Lager Föhrenwald. Als Vorsitzende des Vereins Bürger fürs Badehaus Waldram-Föhrenwald e. V. hat sie dort ehrenamtlich eine Begegnungs- und Dokumentationsstätte mitaufgebaut. 2018 wurde unter ihrer Leitung der inzwischen mehrfach ausgezeichnete Erinnerungsort Badehaus eröffnet. Sybille Krafft hat das Konzept dieses Museums federführend mitentwickelt. In bislang mehr als 90 lebensgeschichtlichen Interviews dokumentiert sie für dieses zivilgesellschaftliche Erinnerungsprojekt die Schicksale von Zeitzeugen und Zeitzeuginnen seit der Nazi-Zeit bis zur aktuellen Migration.
Außerdem befasst sie sich sowohl in ihrer journalistischen Tätigkeit als auch bei ihrer ehrenamtlichen Arbeit intensiv mit der Geschichte von Bauwerken und Themen des Denkmalschutzes. Für ihre BR-Reihe „Leben mit einem Denkmal“ hat sie bislang 25 Dokumentationen gedreht.
In ihrem Buch Unterm Joch hat sie die Geschichte der Zwangsarbeit im Wolfratshauser Forst aufgearbeitet. In Broschüren und in dem Buch LebensBilder. Jüdische Porträts aus dem Lager Föhrenwald dokumentiert sie die Schicksale von Überlebenden der Schoah. Zudem organisiert sie seit Jahren zahlreiche Veranstaltungen zur Regionalgeschichte, zur NS-Zeit, zu Flucht und Vertreibung sowie zur Nachkriegsgeschichte (Vorträge, Podiumsdiskussionen, Zeitzeugengespräche, Filmvorführungen, Exkursionen, Gedenkveranstaltungen zum Todesmarsch etc.).
Im Jahr 1995 führte sie ein umfangreiches Projekt mit Münchner Zeitzeuginnen durch, woraus sich die erste frauengeschichtliche Ausstellung in München entwickelte. Dabei erforschte sie nicht nur Schicksale der Opfer, sondern auch die Lebensläufe der Täterinnen des NS-Regimes und beleuchtete erstmals die Rolle von KZ-Aufseherinnen aus München.

## Veröffentlichungen

### Fernsehen (Einzeldokumentationen; Auswahl)
(alle im Bayerischen Fernsehen)
- München – Hauptstadt der Bewegung
- Der Fall von Fall: Die Geschichte des Sylvenstein-Stausees
- Damals, als die Gastarbeiter kamen
- Weihnachten in der Nachkriegszeit
- Als der Funke übersprang: 100 Jahre Münchner Trambahn
- Im Aischgrund
- Im Fasching: Der Kipfenberger Fasenickl
- 50 Jahre Bayerisches Fernsehen: Die Anfänge
- Winter in Kitzbühel
- Hopfenernte in der Hallertau
- Im Ötztal: Tourismusgeschichte in den Alpen
- Mein 1. Schultag
- Ein Jahrhundert im Wiesnrausch
- In Ruhpolding: Zur Geschichte des Massentourismus in Bayern
- Kindheit in Bayern: Die Tochter von Oskar Maria Graf erzählt
- Heimatwelten – der schöne Schein
- Das historische Stichwort: Die Affäre Röhm
- Das historische Stichwort: Die Bayerische Verfassung
- Das historische Stichwort: Die Freiheitsaktion Bayern
- Pflegefall Heimat: 100 Jahre Bayerischer Landesverein für Heimatpflege
- Damals in Ingolstadt
- Damals in München
- Musik aus Theresienstadt
- Das Ghetto in Łódź
- Damals in Augsburg
- Damals in Passau
- Damals in Nürnberg
- Damals in Regensburg
- Damals im Allgäu
- Damals im Moor
- Damals rund um den Bodensee
- Damals rund um die Zugspitze
- Damals rund ums Bier
- Damals im Advent
- Damals im Leitzachtal
- Damals am Arlberg
- Damals im Kurbad
- Damals im Narrentreiben
- Damals angekommen in Bayern
- Damals im Isartal
- Damals durch die Nacht
- Damals rund um Ostern
- Damals Ankunft am Gleis 11. Als die Gastarbeiter kamen

in ARD-alpha (Bildungskanal des Bayerischen Rundfunks):
- Rohrstock, Schwamm und Tintenfass: Kulturgeschichte der Schule in Bayern
- König Ludwig II. (in der Reihe alpha-Forum extra)
- Schicksale jüdischer Lehrer (in der Reihe alpha-Forum extra)

### Fernsehen (Reihen)
(alle im Bayerischen Fernsehen)
- Damals. Mehr als 40 Folgen zum Historischen Wandel in Bayern und mehr als 30 Zeitzeugeninterviews mit NS-Opfern (u. a. mit Max Mannheimer, Coco Schumann, Ernest Haas, Martin Kieselstein, Rahel Knobler, Walter Joelsen, Franz Rosenbaum, Hermann Höllenreiner, Louise Hermanová, Aba Naor, Uri Chanoch, Isaak Wasserstein, Anna Kubat, Ester Béjerano, Stanoski Winter, Helga Verleger, Marian Spokoyni, Hanna Birnfeld, Hanna Lehmann, Ruth Schaal-Neumark, Marianne Sonnenschein, Ruth Bernheim, Lea Fleischmann, Mirjam Ohringer).
- Portrait. Über 10 Lebensbilder bayerischer Schauspieler (u. a. Gustl Bayrhammer, Toni Berger, Hans Brenner, Ruth Drexel, Helmut Fischer, Maxl Graf, Ruth Kappelsberger, Georg Lohmeier, Elfie Pertramer, Gerhard Polt, Ludwig Schmid-Wildy, Erni Singerl) sowie über den Kabarettisten Dieter Hildebrandt, den Schriftsteller Oskar Maria Graf, den Filmemacher Dieter Wieland und den Skifahrer Markus Wasmeier.
- Das historische Stichwort. Zahlreiche Kurzbeiträge.
- Typisch…? Zur bayerischen Mentalitätsgeschichte (8 Folgen)
- Auf der Wiesn: zur Geschichte des Münchner Oktoberfestes (6 Folgen)
- Leben mit einem Denkmal mit den Einzeltiteln Häusergeschichten, Mühlengeschichten, Turmgeschichten, Bahnhofgeschichten, Schlossgeschichten, Burggeschichten (ausgezeichnet mit dem Journalistenpreis des Deutschen Nationalkomitees für Denkmalschutz), Werkstattgeschichten, Fabrikgeschichten, Alt und Neu, Bunkergeschichten, Stadel- und Scheunengeschichten, Hüttengeschichten, Synagogengeschichten, Forsthausgeschichten, Künstlerhausgeschichten, Pfarrhofgeschichten, Gartenstadtgeschichten. Erfolgsgeschichten, Stallgeschichten, Kaffeehausgeschichten, Kloster- und Kirchengeschichten
- Film-Edition von Kulturerbe Bayern (4DVDs) Leben mit einem Denkmal. 17-teilige Filmreihe von Sybille Krafft[24]

- Z.E.N. – Schlachtfelder in der Geschichte (5 Folgen)
- Weibsbilder, in loser Folge gesendete Dokumentationen über Frauen in Bayern

in ARD-alpha (Bildungskanal des Bayerischen Rundfunks):
- alpha-Forum extra[26]

alpha-Forum: Gespräche mit den Autoren Thomas Medicus und Jan Weiler sowie der Autorin Sabine Bode, mit dem Wissenschaftler Michael Brenner und den Wissenschaftlerinnen Hadumod Bußmann, Ute Frevert, Gabriele Hammermann und Asrid Pellengahr, dem Autor und Regisseur Oliver Storz, der Ausstellungsgestalterin Monika Müller-Rieger, dem Sammler Gerhard Schneider, dem Heimatpfleger Martin Wölzmüller, den Denkmalschützern Matthias Pfeil und Johannes Haslauer, der Migrantin Eleni Tsakmaki und dem Filmemacher Dieter Wieland sowie mit den Zeitzeuginnen und Zeitzeugen
- Béjerano, Esther
- Berger, Joel
- Birnfeld, Hanna
- Braun, Benjamin
- Brumlick, Micha
- Chanoch, Uri
- Chiemlewsky, Walter
- Deutschkron, Inge
- Fleischmann, Lea
- Grube, Ernst
- Hermanova, Louise
- Hofacker, Alfred von
- Höllenrainer, Hermann
- Joelsen, Walter
- Katz, Zwi
- Kieselstein, Martin
- Knobler, Rahel
- Krejci, Irinde
- Kubat, Anna
- Mann, Rahel
- Mannheimer, Max
- Meros, Ruth
- Naor, Aba
- Ohringer. Miriam
- Presser, Ellen
- Rosenbaum, Franz
- Rosenberg, Leibl
- Salamander, Beno
- Schumann, Coco
- Siegel, Uri
- Spokoyni, Marian
- Szanckower, Majer
- Verleger, Helga
- Waks, Robbi
- Wasserstein, Isaak
- Winter, Stanoski

### Rundfunk
(alle Hörbilder sind Produktionen des Bayerischen Rundfunks)
- 1997: Labora et ora! Arbeitshäuser für Frauen im 19. Jahrhundert
- 1998: Gemeingefährliches Gelichter: Zuhälterei im 19. Jahrhundert
- 1999: Ich bin mir keiner Schuld bewusst…: KZ-Aufseherinnen aus Bayern
- 1999: Kartendamen und Schwarzfahrerinnen in München um 1900
- 2000: Tingeltangel und Chambres séparées: Das Münchner Nachtleben um 1900
- 2005: Der Graf, die Bäckin und das Annamirl: Texte aus der Provinz
- 2006: Ich hatte keine Zeit für die Angst: Maria Seidenberger – Geschichte einer couragierten Frau
- 2006: Weg mit diesen Judenweibern! Die Geschichte einer jüdischen Frauenschule
- 2007: Eine Hand voll Staub: Lina Haag – Geschichte einer couragierten Frau
- 2007: Der Kaiser von Ebenhausen: Erich Benjamin – ein jüdischer Arzt im Isartal
- 2009: Ich bin die mit Marx und Moses: Mirjam Ohringer – Geschichte einer couragierten Frau
- 2010: Wir lebten in einer Oase des Friedens…: Geschichte einer jüdischen Mädchenschule
- 2010: Mit einem Koffer voller Träume: Eine griechische Gastarbeiterin der ersten Generation
- 2011: „Wir haben gewusst, dass es sehr gefährlich ist“: Stanislav Zámečník – Geschichte eines couragierten Mannes
- 2013: Draußen waren die anderen. Die Kinder vom Lager Föhrenwald

### Bücher
- Frauenleben in Bayern von der Jahrhundertwende bis zur Trümmerzeit, hrsg. v. der Bayerischen Landeszentrale für politische Bildung, 1993, ohne ISBN
- Zwischen den Fronten. Münchner Frauen in Krieg und Frieden 1900–1950, hrsg. v. der Landeshauptstadt München, 1995, Buchendorfer Verlag, ISBN 3-927984-37-X
- Zucht und Unzucht. Prostitution und Sittenpolizei im München der Jahrhundertwende, Hugendubel, München 1996 (Dissertation Ludwig-Maximilian-Universität München 1989)
- 35 Jahre Unter unserem Himmel, hrsg. v. Bayerischen Rundfunk, München 2004 (Eigenverlag, ohne ISBN)
- Sybille Krafft (Hrsg.): Helmut Fischer. Der unsterbliche Stenz. Erinnerungen von seinen Freunden, München 2006, ISBN 978-3-7844-3058-4
- Edgar Frank, Sybille Krafft, Harald Staub: Bürgertum und Boheme. Die Wolfratshauser Bergwaldvillen und ihre Bewohner, hrsg. v. Historischen Verein Wolfratshausen, Wolfratshausen, 2005 (Eigenverlag, keine ISBN)
- Edgar Frank, Sybille Krafft, Wolfgang Schäl-v. Gamm: Bandenkrieg und erste Liebe. Kindheit im Isar- und Loisachtal, hrsg. v. Historischen Verein Wolfratshausen, Wolfratshausen, 2007 (Eigenverlag, keine ISBN)
- Sybille Krafft, Wolfgang Schäl-v. Gamm: Unterm Joch: Zwangsarbeit im Wolfratshauser Forst, hrsg. v. Historischen Verein Wolfratshausen, Wolfratshausen 2008 (Eigenverlag, keine ISBN)
- Kirsten Jörgensen, Sybille Krafft: „Wir lebten in einer Oase des Friedens…“ Geschichte einer jüdischen Mädchenschule 1926–1938, München 2009, ISBN 978-3-937904-52-8
- Sybille Krafft, Rainer v. Savigny, Wolfgang Schäl-v.Gramm: Ambos, Zwirn und Flößerhack: Handwerk im Isar- und Loisachtal, hrsg. v. Historischen Verein Wolfratshausen, Wolfratshausen, 2010 (Eigenverlag, keine ISBN)
- Sybille Krafft, Rainer v.Savigny: 50 Jahre Wolfratshausen: Eine historische Revue, hrsg.v. Historischen Verein Wolfratshausen, Wolfratshausen, 2012 (Eigenverlag, keine ISBN)
- Sybille Krafft: Bayerische Volksschauspieler. 12 persönliche Porträts von Sybille Krafft, München, 2013 (Allitera Verlag, ISBN 978-3-86906-535-9)
- Jonathan Coenen, Sybille Krafft et al.: Erinnerungsort Badehaus 2012–2019, Wolfratshausen, 2019 (Broschüre)
- Sybille Krafft et al.: LebensBilder. Porträts aus dem jüdischen DP-Lager Föhrenwald, hrsg. vom Erinnerungsort Badehaus, Wolfratshausen 2020

### Unselbständige Publikationen
- Sybille Krafft: Labora et ora! Arbeitshäuser für Frauen im 19. Jahrhundert. In: Geschichte quer: Zeitschrift der bayerischen Geschichtswerkstätten, Heft 6, 1998
- Sybille Krafft: Netzwerke. Wegweisende Frauenprojekte in Bayern. In: Geschichte der Frauen in Bayern. Von der Völkerwanderung bis heute. Pustet Verlag, Regensburg, ISBN 3-7917-1597-6
- Sybille Krafft: Tingeltangel: Das Münchner Nachtleben um 1900. In: München, hrsg. v. Hubert Ettl und Bernhard Setzwein, Viechtach 1999, ISBN 3-929517-28-0
- Sybille Krafft: Halbweltdame am Caféhaustisch. In: Bizarre Begegnung. Bilder schauen dich an, hrsg. v. Gisela Geiger, Penzberg 2009

### Ausstellungen
- 1995: Zwischen den Fronten: Münchner Frauen in Krieg und Frieden, 1900 bis 1945 (ein Projekt des Kulturreferats der Landeshauptstadt München, Galerie des Münchner Rathauses)
- 1998: Netzwerke. Wegweisende Frauenprojekte in Bayern (Teil der Bayerischen Landesausstellung 1998 Geschichte der Frauen in Bayern. Von der Völkerwanderung bis heute des Hauses der Bayerischen Geschichte in Ingolstadt)
- Wanderausstellung seit 2007: „Wir lebten in einer Oase des Friedens…“ Die Geschichte einer jüdischen Mädchenschule 1926-1938[29]
- Wanderausstellung seit 2010: Arbeit ist kein Kinderspiel! (konzipiert im Auftrag des Archivs der Münchner Arbeiterbewegung e. V.[30] in Zusammenarbeit mit Pfarrerin Kirsten Jörgensen; Thema: Kinderarbeit – damals und heute)
- Wanderausstellung seit 2012: Die Kinder vom Lager Föhrenwald konzipiert für den Erinnerungsort Badehaus in Zusammenarbeit mit Pfarrerin Kirsten Jörgensen (†)
- Wanderausstellung seit 2020: Von ganz unten. Hinterlassenschaften ertrunkener Asylsuchender (konzipiert für den Erinnerungsort Badehaus in Kooperation mit der Süddeutschen Zeitung)
- Seit 2022: Die Kinder von Föhrenwald und Waldram (konzipiert für den Erinnerungsort Badehaus mit Pfarrerin Kirsten Jörgensen (†) und Simone Steuer)

## Auszeichnungen
- 2008: Tassilo-Kulturpreis der Süddeutschen Zeitung für die Wanderausstellung „Wir lebten in einer Oase des Friedens…“ (Projekt Jüdische Spurensuche)[31][32]
- 2011: Deutscher Preis für Denkmalschutz des Deutschen Nationalkomitees für Denkmalschutz, Journalistenpreis: für den Dokumentarfilm Burggeschichten: Leben mit einem Denkmal
- 2011: Isar-Loisach-Medaille des Landkreises Bad Tölz-Wolfratshausen für ehrenamtliches Engagement[33]
- 2017: Denkmalschutzmedaille des Landes Bayern, da sie sich intensiv um die Vermittlung des Denkmalgedankens verdient gemacht hat[34]
- 2017 Kulturpreis der Stadt Wolfratshausen für den Historischen Verein Wolfratshausen e. V. als Anerkennung für „herausragendes kulturelles Wirken“[35]
- 2022 Obermayer Award, eine US-amerikanische Auszeichnung für die zivilgesellschaftliche Vermittlung jüdischer Geschichte im Erinnerungsort Badehaus[36]
- 2022 Stern auf dem Walk of Fame der Stadt Wolfratshausen für den Erinnerungsort Badehaus unter Leitung von Dr. Sybille Krafft[37]
- 2024 Verdienstorden der Bundesrepublik Deutschland, Bundesverdienstkreuz am Bande[38]
- 2025 Oberbayerischer Kulturpreis[39]